# Грищенко Станіслав Миколайович
Станісла́в Микола́йович Гри́щенко — солдат Збройних сил України. 

## Нагороди
За особисту мужність і героїзм, виявлені у захисті державного суверенітету та територіальної цілісності України, вірність військовій присязі під час російсько-української війни
- нагороджений орденом «За мужність» III ступеня (26.2.2015).